# Laura Gemser
Laurette Marcia Gemser, detta Laura (Surabaya, 5 ottobre 1950), è un'attrice, modella e costumista indonesiana nota soprattutto per la fortunata serie cinematografica di Emanuelle nera, in cui interpretava la protagonista.

## Biografia
Nacque a Surabaya, sull'isola di Giava, in Indonesia, poco dopo l'indipendenza dai Paesi Bassi. Nel 1955, all'età di 4 anni, lei e i genitori si trasferirono a Utrecht, nei Paesi Bassi, città in cui è cresciuta. Frequentò il liceo e in seguito la Artibus Art School, a Utrecht, dove si specializzò in alta moda. Durante la prima metà degli anni settanta lavorò come indossatrice nei Paesi Bassi e Belgio e comparve in molte riviste di moda. In seguito comparve in alcune riviste per adulti (fu playgirl del mese nel numero di settembre 1973 di Playmen).
Laura Gemser esordì nel cinema nel 1974 interpretando una delle protagoniste nel film vietato ai minori Amore libero - Free Love, diretto da Pier Ludovico Pavoni. Fu il suo primo film e per avere l'opportunità di girarlo si trasferì appositamente in Italia. La pellicola fu poi girata alle Seychelles e consacrò la Gemser come attrice del genere esotico-erotico. Per l'occasione si fece accreditare come "Emanuelle". 

### Serie diEmanuelle nera
Nel 1975, al fianco di Sylvia Kristel, ebbe un piccolo ruolo in Emmanuelle l'antivergine, in cui interpretò il ruolo di una massaggiatrice. Fu il secondo capitolo della serie originale francese ispirata ai romanzi di Emmanuelle Arsan. Da questa interpretazione nacque in Italia l'idea di creare la serie apocrifa del romanzo di Emmanuelle di Arsan, in cui il nome della protagonista è scritto con una sola "emme" ed è una bella fotoreporter di colore. La Gemser ritornò in Italia dal Belgio dove nel frattempo si era stabilita e la serie iniziò con la pellicola Emanuelle nera (1975) di Adalberto Albertini che all'estero fu nota come Black Emanuelle. Come successo per Amore libero - Free Love, Laura Gemser non fu accreditata con il suo nome ma con il nome della protagonista Emanuelle. La pellicola comprendeva anche scene ai limiti dell'hard nelle quali la Gemser ricorse ad una controfigura.
Il film fu un successo, e sul set nacque una relazione con l'attore Gabriele Tinti determinante nella sua decisione di stabilirsi definitivamente in Italia. Tinti divenne poi suo marito. Albertini parlando della recitazione della Gemser ricorda che "era difficile farla recitare, credeva fosse un gioco. Non lo prendeva sul serio, all'inizio, poi diventò piuttosto brava".

Laura Gemser in una scena di Emanuelle in America

L'anno seguente, sul set del suo quarto film Voto di castità, lavorò per la prima volta con il regista italiano Joe D'Amato (pseudonimo di Aristide Massaccesi). Dopo questa prima esperienza tra Joe D'Amato e la Gemser iniziò un sodalizio cui seguì Eva nera e che nello stesso anno portò al lancio della popolare serie di Emanuelle con il film Emanuelle nera - Orient Reportage (1976), diretto da Joe D'Amato il quale, dopo altri tentativi apocrifi del precedente Emanuelle nera (film del 1975, diretto da Adalberto Albertini) che non videro la partecipazione della Gemser, costituì il vero seguito. Con a disposizione un buon budget, il film fu girato tra Venezia, Bangkok e Casablanca, è fortemente contaminato dai Mondo movie e non mancano scene di amore saffico con la Gemser protagonista.
Nel seguente film intitolato Emanuelle in America, pur mantenendo le situazioni erotiche, si aggiungono scene tipiche del film d'exploitation addentrandosi anche nel sexploitation con un falso ma credibile snuff movie ed esplorazioni nel genere violento e sadico. Per il sadismo di certe scene la pellicola fu anche sequestrata dal Tribunale di Avellino. Del film fu realizzata anche una pellicola con l'aggiunta di scene hardcore ma solo per la versione estera. La serie Emanuelle proseguì nel 1977 con Emanuelle e gli ultimi cannibali, in cui alle consuete scene erotiche, come già avvenuto in Emanuelle in America si aggiungono scene decisamente splatter inserendosi nel filone del genere horror-splatter noto come cannibal movie e toccando nella serie Emanuelle l'apice della contaminazione tra generi cinematografici. Celebre la scena in cui la Gemser esce dall'acqua completamente nuda dopo essersi dipinta sul ventre il dio Tupinaba e salvando così Monica Zanchi che era stata catturata dai cannibali. A dispetto da quanto dichiarato nel film, in realtà la pellicola non fu girata in Brasile, bensì a Mazzano Romano (RM).

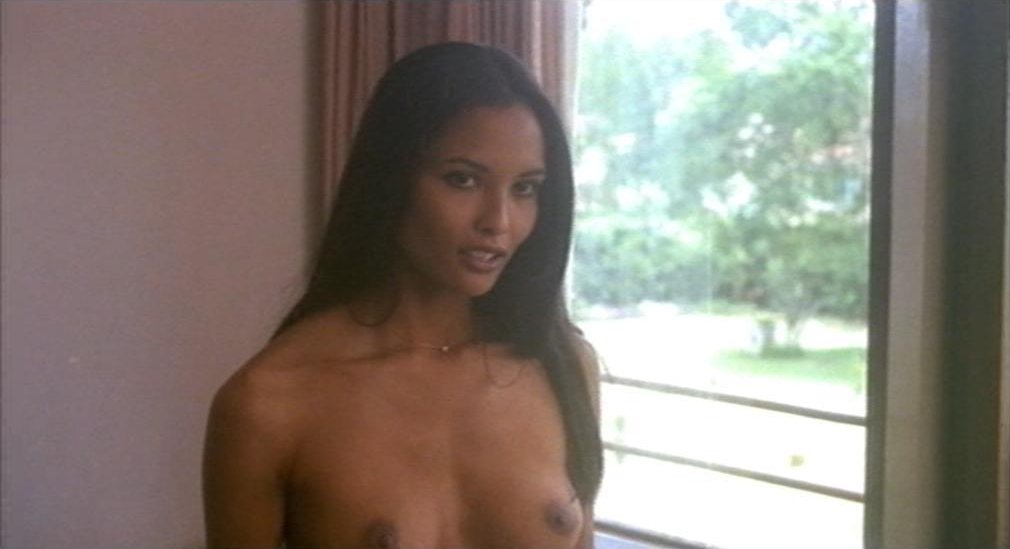
Laura Gemser in una scena di Emanuelle - Perché violenza alle donne?

In Emanuelle - Perché violenza alle donne?, per la prima volta nella serie Emanuelle non appare Gabriele Tinti. La pellicola, girata tra Roma, New York e Hong Kong, è una denuncia contro la violenza alle donne e utilizza immagini volutamente forti e scioccanti.
In La via della prostituzione, in cui la presenza della Gemser non viene più enfatizzata dalla presenza nel titolo di Emanuelle, ritorna Gabriele Tinti che non aveva partecipato al precedente film. Il tema affrontato è quello della tratta delle donne in cui la Gemser per indagare si cala nei panni di una prostituta. Numerose le scene di sesso che non passarono poi il vaglio della censura, così furono eliminate alcune scene della stessa protagonista. È considerato da molti critici l'ultimo vero film della serie Emanuelle ed è anche l'ultimo della serie girato da Joe D'Amato, dato che il seguente Le notti porno nel mondo, rientra nella casistica dei Mondo movie con un taglio prettamente documentaristico.

Laura Gemser in una scena di Blade Violent - I violenti

Entrambi film un po' più tardi rispetto al filone originale di Emanuelle rientrano appieno nel sottogenere del Women in prison.
Nel 1982, sotto la regia di Bruno Mattei per il film Violenza in un carcere femminile, la Gemser tornò a indossare i panni della fotoreporter Emanuelle fattasi arrestare per indagare su alcuni avvenimenti accaduti in un carcere. Tra la Gemser e Lorraine De Selle che interpretava la capo guardiana della prigione vi furono alcuni attriti durante le riprese
(Laura Gemser)
Particolarmente cruda è la scena che vede la Gemser aggredita da dei topi dopo essere stata rinchiusa in isolamento.
Sotto la regia di Claudio Fragasso (che aveva partecipato anche alla realizzazione di Violenza in un carcere femminile) in Blade Violent - I violenti, la Gemser indossò i panni di una giornalista, ma il personaggio è notevolmente cambiato rispetto alla Emanuelle del passato lanciato da Albertini e sviluppato poi da Massaccesi tanto che non tutti i critici concordano nell'inserirli nella serie ufficiale di Emanuelle. Soprattutto in Blade Violent - I violenti, la Gemser si caratterizza per le scene di amore saffico.

#### Gli altriEmanuelle

Laura Gemser e Monica Zanchi in Suor Emanuelle

Laura Gemser prese parte, sempre come protagonista, ad altre pellicole non girate da Joe D'Amato (Aristide Massaccesi), ma ispirate al personaggio di Emanuelle, come Suor Emanuelle, in cui però il personaggio della bella fotoreporter di colore scompare. In questa pellicola Emanuelle impersona una suora impegnata, almeno inizialmente, a tentare di reprimere la propria vocazione libertina tipica delle pellicole nunsploitation. Nonostante la presenza della Gemser e il titolo che rievocava Emanuelle, la vera protagonista stavolta si rivela la giovane Monica Zanchi.
In Velluto nero, come in Suor Emanuelle, la storia è ampiamente slegata dal vero personaggio divenuto famoso con Massaccesi e il nome di Emanuelle è utilizzato solo per attirare spettatori. Quest'ultimo fu girato dalla Gemser per Brunello Rondi in contemporanea a Emanuelle nera - Orient Reportage di Massaccesi. Ricordò lei stessa di aver girato una prima parte a Bangkok per Massaccesi, poi di essere partita per l'Egitto per girare appunto Velluto nero, dove avrebbe dovuto, nel frattempo, attendere un telegramma di Massaccesi che le indicava il luogo del prossimo appuntamento per terminare le riprese di Emanuelle nera - Orient Reportage, in Marocco. Il telegramma andò però perso e in compenso ne arrivò un altro in cui Massaccesi, adirato perché gli era stato riferito che l'attrice non intendeva terminare il film, le chiedeva "Dove cavolo sei? Ti aspetto a Roma". Partita immediatamente per Roma la situazione fu chiarita e il secondo film fu anch'esso portato a termine. L'aneddoto raccontato evidenzia il successo della Gemser, obbligata a dividersi tra due set distinti in location molto distanti l'una dall'altra.

### Dopo Emanuelle

La scena cult dell'evirazione ne Le notti erotiche dei morti viventi

Sull'onda dei film di zombie inaugurati da George A. Romero, nel 1978 Massaccesi realizzò nel 1980 Le notti erotiche dei morti viventi, un film molto originale per la commistione tra horror ed erotismo molto spinto. Spinte sono le scene di sesso saffico che vedono la Gemser impegnata con l'attrice Dirce Funari, mentre diventata cult la scena dell'evirazione a morsi fatta dalla stessa Gemser ai danni di Mark Shanon.
Dopo Emanuelle seguirono numerosi altri film quasi tutti dello stesso genere in cui si trovò ad impersonare personaggi variegati come l'infermiera nello spagnolo Malizia erotica o l'indigena ne La belva dalla calda pelle, girato da Bruno Fontana a Cipro. Il film, un po' farraginoso, è salvato dalla bellezza e dalla buona interpretazione della Gemser che impersona una indigena che dopo aver subito la perdita della sorella a causa di un gruppo di mercenari, li irretisce uno per uno provocandone la morte. Fontana fece un lusinghiero ritratto della propria attrice: "Laura era di una bellezza sconvolgente, ma al tempo stesso estremamente dolce e gentile, intrisa di quella femminilità conturbante ma non invadente che trovi solo nelle eurasiane e nelle ragazze di certe isole."
La Gemser impersona invece una sacerdotessa pagana in Caligola - La storia mai raccontata, in cui, secondo il giornalista Gordiano Lupi, prestò "una delle interpretazioni più ispirate". Uno dei film più importanti nella carriera della Gemser è il post-atomico Endgame - Bronx lotta finale del 1983. Qui la Gemser impersona Lilith, una ragazza mutante.

#### I film non erotici

Laura Gemser in una scena di Ator l'invincibile

Oltre ai film della serie Emanuelle la Gemser girò altri film in cui si trovò a recitare parti non erotiche anche se marginali come I due superpiedi quasi piatti, con la coppia Bud Spencer e Terence Hill o La nave dei dannati (questo fu il suo primo ruolo drammatico pur trattandosi solo di un cameo).

## Vita privata
È stata sposata con l'attore e collega di tanti film Gabriele Tinti, conosciuto sul set del film Emanuelle nera nel 1975, dal 1976 fino alla morte dello stesso, il 12 novembre 1991, avvenuta per un infarto.
Nel 1997 i giornalisti Davide Pulici e Manlio Gomarasca della rivista Nocturno ottennero un'intervista. L'intervista durò circa tre ore e i due giornalisti, invece di condensarla sulla rivista, preferirono proporla per estesa in un libro-intervista, intitolato Io Emanuelle, le passioni, gli amori, e il cinema di Laura Gemser, edito per l'occasione, la cui prefazione fu affidata a Joe D'Amato, al secolo Aristide Massaccesi. Nel 1999 ha partecipato commossa ai funerali di lui.
Venne intervistata nel cortometraggio A Hard Look di Alex Cox del 2000, in cui racconta brevemente la sua vita e il suo abbandono delle scene. Un'altra intervista alla Gemser è presente nel documentario di Riccardo Marchesini Come in un film: La Vera Storia di Gabriele (Gastone) Tinti del 2016.

## Ruolo nella cinematografia e status d'icona erotica

Laura Gemser, qui ne Le notti erotiche dei morti viventi

Per tutti gli anni settanta e ottanta ha interpretato ruoli in film erotici e softcore (con poche eccezioni), diventando un'icona del genere nonostante la grande timidezza che l'ha sempre contraddistinta. Dopo il debutto in Amore libero - Free Love, in cui recitò la parte di un'indigena, fu notata da Joe D'Amato, al secolo Aristide Massaccesi, che dopo averla fatta recitare in Voto di castità la volle in gran parte delle sue realizzazioni facendole realizzare, da protagonista, l'intera serie di Emanuelle nera. Più interessata all'amore per Tinti, conosciuto sul set, accettò di divenire un'eroina del genere erotico per poter viaggiare per il mondo e stare accanto al suo compagno. La Gemser spiegò così il suo rapporto con le scene di nudo:
(Laura Gemser, tratto dalla sua lunga intervista)
Gemser non fu mai un'attrice pornografica, come spesso erroneamente riportato. Si è sempre rifiutata di girare scene hard e ha interpretato solo film erotici, che però in alcuni casi sono stati montati con aggiunte hard girate da altri attori, ad esempio in Emanuelle in America, in cui Massaccesi girò le scene hard in diretta ricorrendo a controfigure come quella nella capanna ricordata da Massaccesi, in cui la Gemser fu sostituita per gli spezzoni hard: "Non erano molte scene, io ho presente soprattutto quella che abbiamo fatto nella capanna con Marina Frajese". In altri casi i film furono rititolati e distribuiti in versioni differenti a seconda dei Paesi.
Gemser proseguì a recitare per Massaccesi/D'Amato nel cinema erotico, anche solo in piccoli camei o in parti da comprimaria, tra i quali L'alcova e Il piacere, entrambi con Lilli Carati. La sua carriera cinematografica terminò nel 1992, e a chi le proponeva nuove interpretazioni, lei scherzando rispondeva "al limite posso essere la nonna di Emanuelle!".

## Filmografia

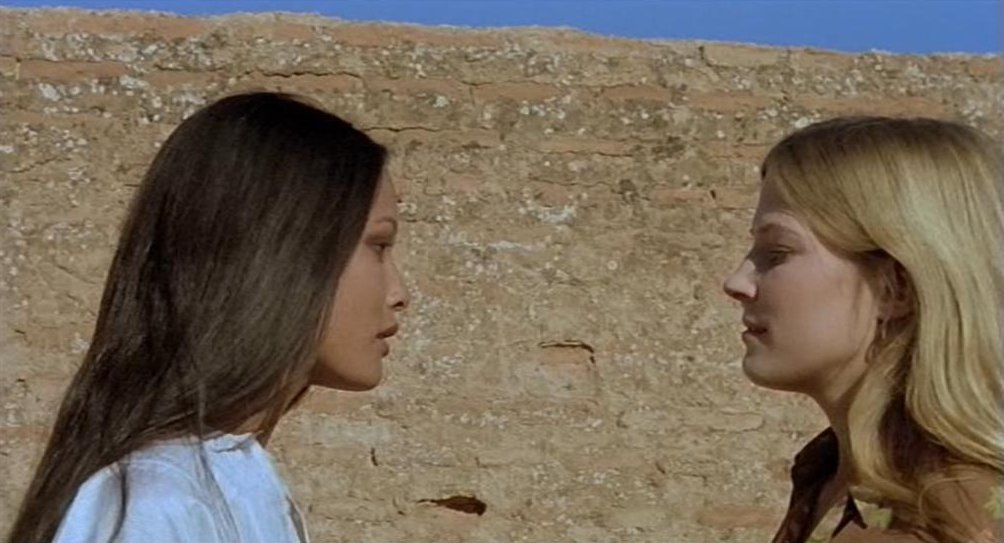
Laura Gemser e Ely Galleani in un fotogramma del film Emanuelle nera - Orient Reportage (1976)

### Attrice
- Amore libero - Free Love, regia di Pier Ludovico Pavoni (1974)
- Emmanuelle l'antivergine (Emmanuelle: L'antivierge), regia di Francis Giacobetti (1975)
- Emanuelle nera, regia di Albert Thomas (1975)
- La spiaggia del desiderio, regia di Enzo D'Ambrosio (1976)
- Emanuelle nera - Orient Reportage, regia di Joe D'Amato (1976)
- Eva nera, regia di Joe D'Amato  – rieditato come Porno Esotic Love (1976)
- Velluto nero, regia di Brunello Rondi (1976)
- Voto di castità, regia di Joe D'Amato (1976)
- Emanuelle in America, regia di Joe D'Amato (1976)
- La nave dei dannati (Voyage of the Damned), regia di Stuart Rosenberg (1976)
- I due superpiedi quasi piatti, regia di E.B. Clucher (1977)
- Le notti porno nel mondo, regia di Bruno Mattei e Joe D'Amato (1977)
- Suor Emanuelle, regia di Joseph Warren (1977)
- Emanuelle - Perché violenza alle donne?, regia di Joe D'Amato (1977)
- Emanuelle e gli ultimi cannibali, regia di Joe D'Amato (1977)
- La via della prostituzione, regia di Joe D'Amato (1978)
- Emanuelle e le porno notti nel mondo n.2, regia di Bruno Mattei e Joe D'Amato (1978)
- Voglia di donna, regia di Franco Bottari (1978)
- La donna della calda terra, regia di José María Forqué (1978)
- Exit 7, regia di Emile Degelin (1978)
- Collections privées - episodio L'île aux sirènes, regia di Just Jaeckin (1979)
- Malizia erotica (El periscopio), regia di José Ramón Larraz (1979)
- Bushido - La spada del sole (The Bushido Blade), regia di Tsugunobu Kotani (1979)
- Sexy Moon, regia di Ilias Mylonakos (1980)
- Le notti erotiche dei morti viventi, regia di Joe D'Amato (1980)
- Love story del piacere (International Prostitution: Brigade criminelle), regia di Sergio Gobbi – rieditato come Vivere e morire a Bangkok (1980)
- Murder Obsession (Follia omicida), regia di Riccardo Freda (1981)
- Love camp, regia di Christian Anders (1981)
- La belva dalla calda pelle, regia di Bruno Fontana (1981)
- Messo comunale praticamente spione, regia di Mario Bianchi (1982)
- Ator l'invincibile, regia di Joe D'Amato (1982)
- Violenza in un carcere femminile, regia di Bruno Mattei (1982)
- Caligola - La storia mai raccontata, regia di Joe D'Amato (1982)
- Safari senza ritorno, regia di Alan Birkinshaw (1982)
- Ritorno dall'inferno (Love Is Forever), regia di Hall Bartlett (1982)
- Blade Violent - I violenti, regia di Bruno Mattei (1983)
- Endgame - Bronx lotta finale, regia di Joe D'Amato (1983)
- L'alcova, regia di Joe D'Amato (1985)
- Il piacere, regia di Joe D'Amato (1985)
- Voglia di guardare, regia di Joe D'Amato (1986)
- Delizia, regia di Joe D'Amato (1986)
- Skipper, episodio Colpo Imperfetto, regia di Roberto Malenotti (1986)
- Eleven Days, Eleven Nights (11 giorni, 11 notti), regia di Joe D'Amato (1987)
- Interzone, regia di Deran Sarafian (1987)
- Top Model, regia di Joe D'Amato (1988)
- Dirty Love, regia di Joe D'Amato (1988)
- Riflessi di luce, regia di Mario Bianchi (1988)
- Pomeriggio caldo, regia di Joe D'Amato (1988)
- La signora di Wall Street (High Finance Woman), regia di Joe D'Amato (1989)
- DNA formula letale, regia di George Eastman (1990)
- Quest for the Mighty Sword, regia di Joe D'Amato (1990)
- Blue Angel Cafe, regia di Joe D'Amato (1990)
- Eleven Days, Eleven Nights 2, regia di Joe D'Amato (1990)
- Sangue negli abissi, regia di Raf Donato (1990)
- Any time any play, regia di Joe D'Amato (1990)
- Oggetto del desiderio, regia di Roger Duchowni (1990)
- La stanza delle parole, regia di Franco Molè (1990)
- Il fiore della passione, regia di Joe D'Amato (1990)
- Le porte del silenzio, regia di Lucio Fulci (1991)
- Sul filo del rasoio, regia di Joe D'Amato (1992)
- Tenera storia, regia di Joe D'Amato (1992)

### Costumista
- Top Model (1988)
- Dirty Love (1988)
- Quest for the Mighty Sword (1990)
- DNA formula letale (1990)
- La casa 5 (1990)
- Troll 2 (1990)
- Contamination .7 (1990)
- Hot steps - Passi caldi (1990)
- La stanza delle parole (1990)
- Le porte del silenzio (1991)
- Il segreto di una donna (1991)
- Ritorno dalla morte - Frankenstein 2000 (1992)
- China and Sex (1994)

## Doppiatrici italiane
- Germana Dominici in Emanuelle e gli ultimi cannibali, La via della prostituzione, Emanuelle e le porno notti nel mondo n.2, Blade Violent - I violenti
- Vittoria Febbi in Amore libero - Free Love, Emanuelle nera, Voglia di donna
- Rita Savagnone in Emanuelle In America, Emanuelle - Perché violenza alle donne?
- Serena Verdirosi in Voto di castità, I due superpiedi quasi piatti
- Ludovica Modugno in Emanuelle nera - Orient Reportage